# بیمارستان امام خمینی (خاش)
بیمارستان امام خمینی بیمارستانی است درمانی واقع در شهر خاش، استان سیستان و بلوچستان وابسته به دانشگاه علوم پزشکی زاهدان است. این بیمارستان به عنوان تنها بیمارستان شهرستان خاش بوده که مناطق اطراف را نیز پوشش می دهد. این بیمارستان مجهز به واحد های اورژانس، آی سی یو، سی سی یو، بخش های مردان و زنان، اطفال، نوزادان و مراقبت ویژه نوزادانNICU، زنان و زایمان، زایشگاه، دیالیز، سی تی اسکن، ام آر آی، مراقبت ویژه کودکان PICU ، اتاق عمل، آزمایشگاه و پاتولوژی، کلینیک درمانگاه، تزریقات، ماموگرافی، بخش تالاسمی، MMT، فیزیوتراپی، واحد های اداری می باشد. پزشکان متخصص شاغل در این بیمارستان شامل رشته های بیهوشی، جراحی، اطفال، زنان و زایمان، داخلی، ارتوپدی، عفونی، قلب، طب اورژانس، نورولوژی، اورولوژی، گوش و خلق و بینی، پاتولوژی، پوست، چشم پزشکی، روانپزشکی، رادیولوژی می باشد. در حال حاضر ریاست این بیمارستان دکتر نبی بامریان می باشد.  